# 謝爾比尼夫卡 (瓦爾基區)
49°47′37″N 35°36′13″E / 49.79361°N 35.60361°E
什切爾比尼夫卡（烏克蘭語：Щербинівка）是位於烏克蘭東部的村莊，由哈爾科夫州博霍杜希夫區的瓦爾基市鎮負責管轄。該村始建於1700年，面積4.66平方公里，海拔高度173米，2001年人口32，人口密度每平方公里6.9人。